# Survival (Cancion de Eminem)
"Survival" es una canción del rapero estadounidense Eminem. Se estrenó el 14 de agosto de 2013 para promocionar el tráiler multijugador del videojuego Call of Duty: Ghosts, y se lanzó inicialmente como un bono de pre-pedido al reservar el juego. La canción se publicó oficialmente como el segundo sencillo de The Marshall Mathers LP 2 el 8 de octubre de 2013. Cuenta con voces no acreditadas en el coro de Liz Rodrigues de New Royales. Tras el lanzamiento de su sencillo, la canción debutó en el número 17 en el Billboard Hot 100 de EE. UU., y tras el lanzamiento del álbum, subió a un nuevo pico en el número 16.

## Lanzamiento
En agosto de 2013, luego del lanzamiento del video multijugador de Call of Duty: Ghosts, Eminem lanzó un video explicando a sus fanáticos que el nuevo álbum se publicaría en otoño y que pronto se lanzaría un nuevo video musical. También se confirmó que la canción aparecería dentro del juego. Esta fue la tercera vez que se usó una canción de Eminem para promocionar un juego de Call of Duty, con 'Till I Collapse en el tráiler de Call of Duty: Modern Warfare 2 y Won't Back Down en el tráiler de Call of Duty: Black Ops, en modo zombis como canción oculta y los créditos finales. La canción también aparece en la banda sonora de WWE 2K19, siendo seleccionada por AJ Styles para ser incluida en la banda sonora.
La canción también se escucha en los créditos finales de Ghosts .